# The Alan Parsons Project
The Alan Parsons Project fue un grupo inglés de rock progresivo formado en 1975 en Londres y activo hasta 1990. La banda estuvo liderada por el productor, ingeniero y compositor Alan Parsons y el productor ejecutivo, compositor y vocalista Eric Woolfson. En él participaron varios músicos de estudio y un grupo amplio de cantantes. 
En conjunto grabaron un total de once discos, acreditándose la gran mayoría de las canciones como Woolfson/Parsons, quienes lograron vender más de cincuenta millones de copias. Su disco más popular fue Eye in the sky (1982) con el que alcanzaron el puesto 27 en listas británicas y el puesto 7 en el Billboard estadounidense.

## Historia

### 1974–1976: formación y álbum debut

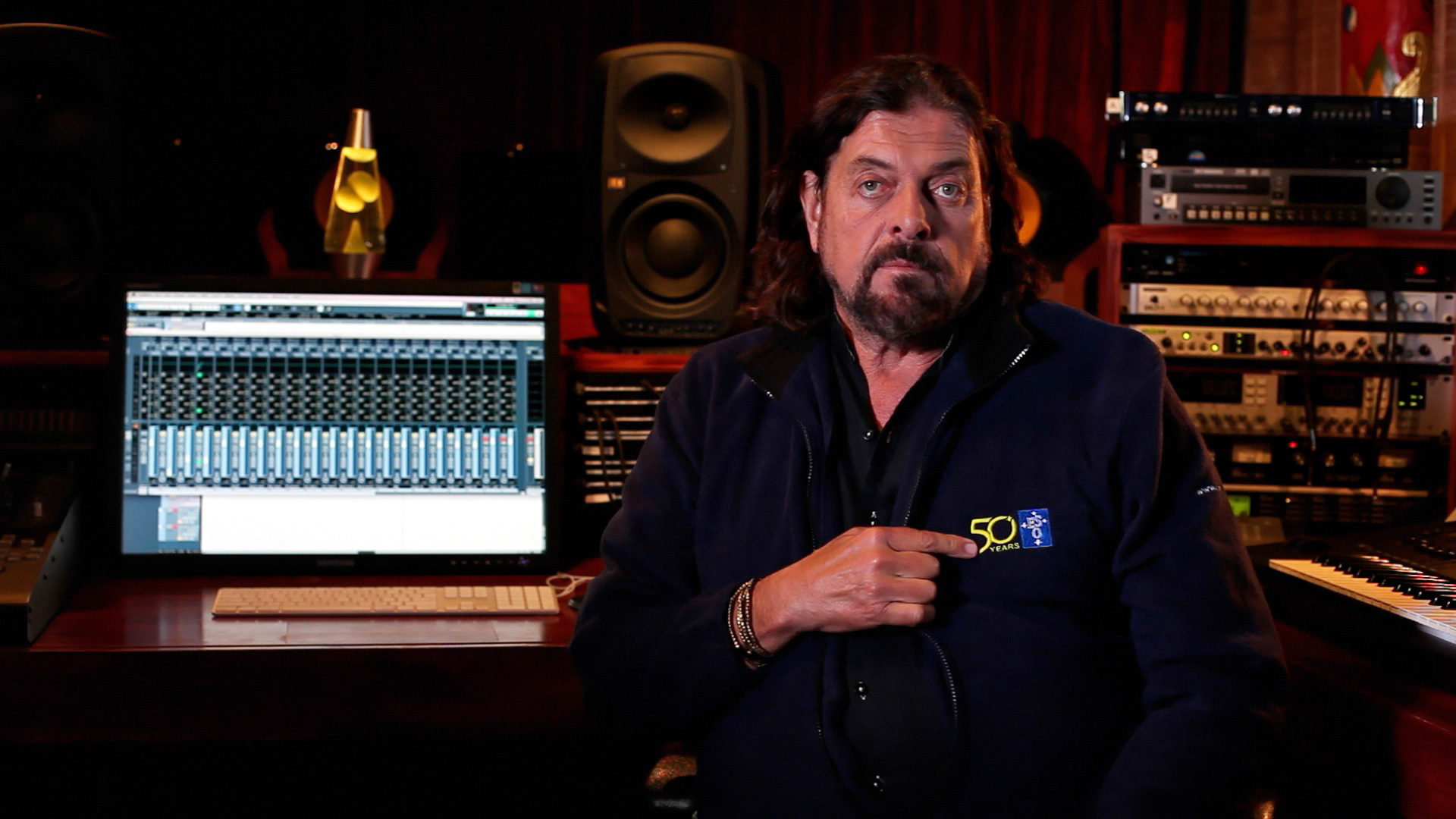
Alan Parsons

Alan Parsons conoció a Eric Woolfson en los estudios Abbey Road en 1974. Parsons había oficiado como ingeniero asistente en los álbumes de los Beatles Abbey Road (1969) y Let It Be (1970) y recientemente había trabajado como ingeniero de sonido en el álbum The Dark Side of the Moon (1973) de Pink Floyd. Woolfson, músico y compositor, en ese momento se desempeñaba como pianista de sesión y se encontraba trabajando en un álbum conceptual basado en la obra literaria de Edgar Allan Poe.
Pronto Woolfson se convirtió en el mánager de Parsons, consiguiéndole contratos de producción con bandas y artistas como Pilot, Steve Harley, Cockney Rebel, John Miles, Al Stewart, Ambrosia y The Hollies. Parsons expresó en ese momento su frustración por tener que acomodar las opiniones de algunos de los músicos, lo que interfería con su labor de producción. A Woolfson se le ocurrió la idea de hacer un álbum basado en el desarrollo de la industria cinematográfica, donde el punto focal de la promoción pasó de los actores a los directores como Alfred Hitchcock o Stanley Kubrick. Si la industria del cine se estaba enfocando a los directores, Woolfson sintió que el negocio de la música podría enfocarse a los productores.
Retomando su material basado en la obra de Edgar Allan Poe, Woolfson vio la manera de combinar el talento de ambos músicos. Parsons produciría canciones escritas y compuestas por ambos, dando inicio a The Alan Parsons Project. Su primer álbum, Tales of Mystery and Imagination (1976), publicado por 20th Century Fox Records con contribuciones de músicos de Pilot y Ambrosia, se convirtió en un éxito comercial, ingresando en el Top 40 de la lista Billboard 200. La canción «The Raven» contó con la voz principal del actor Leonard Whiting y el tema instrumental con el que se abre el álbum, «A Dream Within A Dream», con una narración del actor y director Orson Welles en posteriores reediciones del álbum.

### 1977–1990: éxito y discos finales

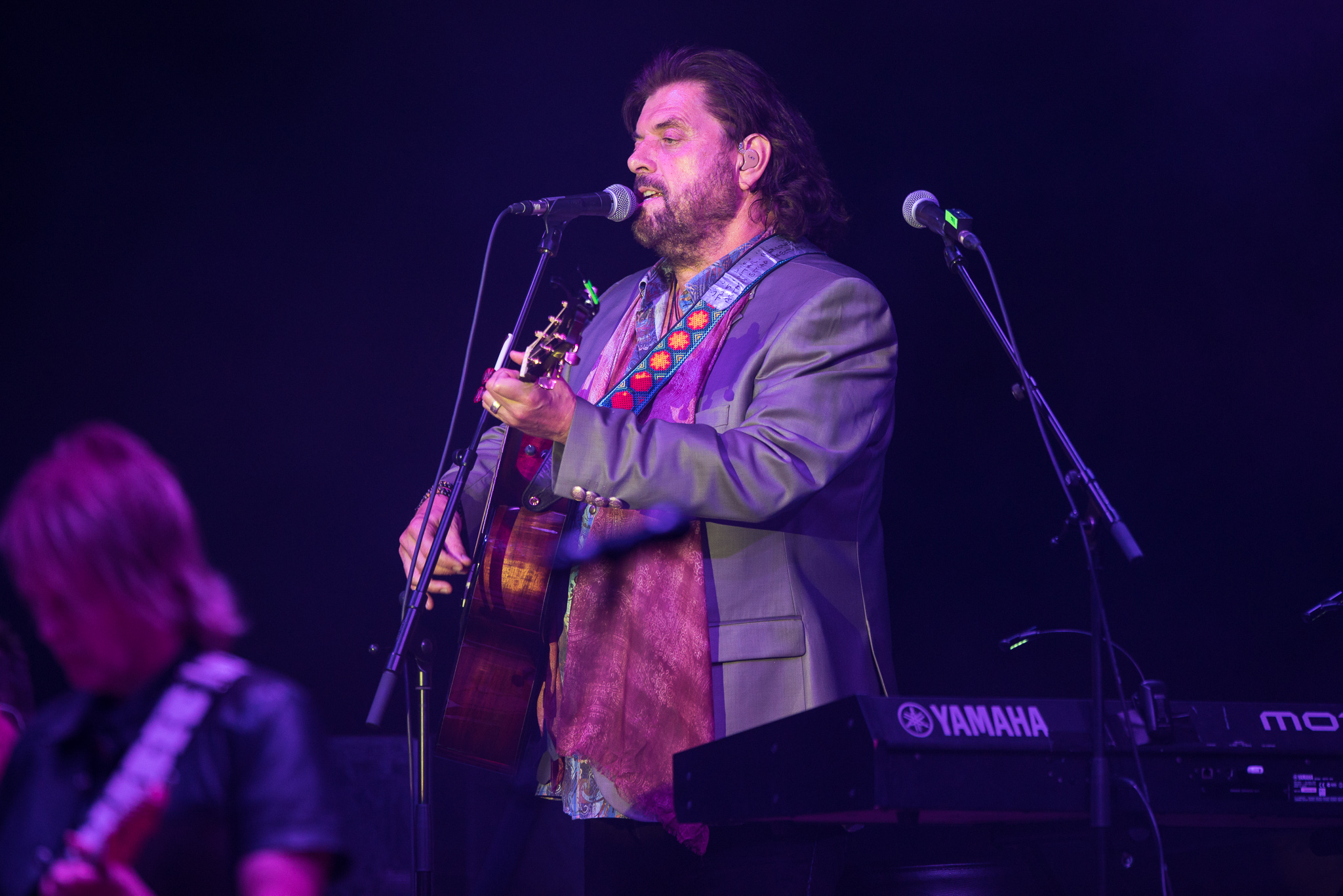
Alan Parsons (en vivo, 2017)

Tras el éxito de su primer álbum, la banda firmó un contrato con Arista Records. A finales de la década de 1970 y comienzos de los años 1980, la popularidad del grupo siguió creciendo, disfrutando, sin embargo, de una popularidad en los Estados Unidos, Iberoamérica y Europa Continental, sin tener demasiada relevancia en el Reino Unido. Los sencillos «I Wouldn't Want to Be Like You», «Games People Play», «Damned If I Do», «Time» (primer sencillo cantado por Woolfson) y «Eye in the Sky» tuvieron un impacto notable en la lista Billboard Hot 100. 
«Don't Answer Me», canción incluida en el álbum Ammonia Avenue (1984), se convirtió en el último sencillo del grupo con repercusión en Estados Unidos alcanzando el Top 15. Tras este éxito, sin embargo, el proyecto empezó a perder popularidad y las ventas de sus discos empezaron a disminuir. Gaudi (1987) se convirtió en el último álbum de estudio del grupo, aunque inicialmente hubo planes de publicar un álbum adicional como The Alan Parsons Project, titulado Freudiana (1990), este finalmente se acreditó, sin mencionar nombres en portada, como el primer álbum en solitario de Eric Woolfson.
El grupo solo ofreció un concierto en directo, poco antes de su disolución definitiva, durante los quince años que estuvieron en activo: la Night of the Proms de 1990. La razón aducida a esta escasez es doble: por una parte Parsons y Woolfson se percibían más como compositores y creadores que como músicos "de carretera"; por otra parte el complejo equipamiento que utilizaban para la creación de los discos era muy difícil de instalar con garantías en una sala de conciertos. Todo cambió a raíz de la popularización de la tecnología digital en los años 1990.

#### Freudiana, el musical
Aunque la versión en estudio de Freudiana fue producida por Parsons, el disco no entró en la discografía oficial del grupo y finalmente se convirtió en un musical. Esta situación eventualmente generó controversia entre Woolfson y Parsons. Mientras Parsons siguió su propia carrera en solitario y llevó a muchos miembros del proyecto de gira por primera vez con gran éxito, Woolfson produjo obras musicales influenciadas por la música de The Alan Parsons Project. Freudiana, Gaudi y Gambler fueron tres musicales que incluyeron algunas canciones de Project como «Eye in the Sky», «Time», «Inside Looking Out» y «Limelight».

#### The Sicilian Defence
En 1979 Parsons y Woolfson entregaron a la discográfica Arista un álbum totalmente instrumental, titulado The Sicilian Defence, nombre tomado de la agresiva defensa en el juego de ajedrez, posiblemente para dar por terminado su contrato de grabación. 
La negativa de Arista de lanzar el álbum tuvo dos efectos conocidos: las negociaciones llevaron a la renovación del contrato y el álbum no fue lanzado en ese momento.

The Sicilian Defence fue nuestro intento de cumplir rápidamente con nuestra obligación contractual después de que se entregaran I Robot, Pyramid y Eve. El álbum fue rechazado por Arista, como era lógico, y luego renegociamos nuestro contrato para el futuro y el próximo álbum, The Turn of a Friendly Card. Mientras de mí dependa, el álbum  The Sicilian Defense  nunca será publicado. No lo he escuchado desde que se terminó. Espero que las cintas ya no existan.
Alan Parsons

En entrevistas concedidas antes de su fallecimiento en 2009, Woolfson afirmó que planeaba publicar una canción de The Sicilian Defense, la cual apareció en 2008 como una pista adicional del álbum Eve. Tiempo después, tras encontrar las cintas originales, Parsons cambió por completo su opinión acerca del álbum y anunció que finalmente sería publicado en una caja recopilatoria titulado The Complete Albums Collection en 2014.

### 1993-actualidad: The Alan Parsons Live Project

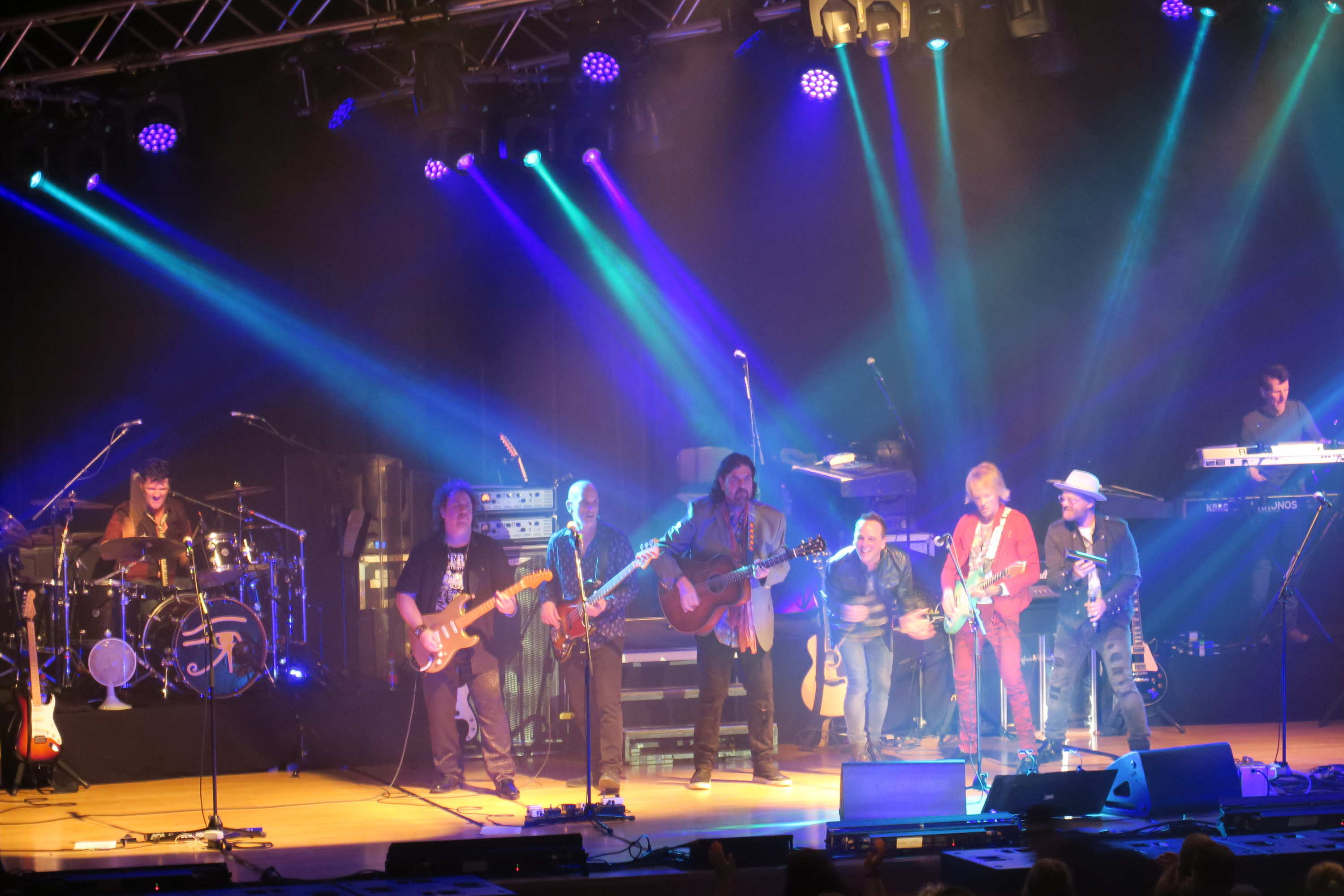
Alan Parsons Live Project (2017)

Desde 1993 existe una nueva versión de la banda, en la que Alan Parsons ejerce de músico y cantante, rescatando el nombre original -con permiso de Woolfson- denominándose Alan Parsons Symphonic Project o Alan Parsons Live Project. 
En los años 2004 y 2005, Alan Parsons Symphonic Project hizo una gira mundial para dar a conocer sus últimos proyectos y recordar los éxitos de siempre, consiguiendo el "lleno" allá donde iba. En 2016 se publicó el álbum en directo, Live in Colombia, conteniendo una presentación de la banda en la ciudad de Medellín, Colombia, en el año 2013.
Woolfson falleció el 2 de diciembre de 2009, a los 64 años de edad, tras una larga lucha contra el cáncer.

## Sonido
La mayoría de los discos de The Alan Parsons Project son álbumes conceptuales que comienzan con una canción instrumental que se fusiona con la segunda canción. También suele incluir una canción instrumental, en lo que sería el comienzo de la cara B, y finaliza con una canción energética y poderosa o melancólica y de tiempo lento. 
Una característica destacable es que en cada disco interpretan los temas varios cantantes invitados como Lenny Zakatek, John Miles, Gary Brooker, Chris Rainbow o Colin Blunstone, ejerciendo Eric Woolfson como cantante de manera esporádica. En cambio existe un grupo reducido y bastante estable de músicos de estudio que participaron con regularidad en las grabaciones como el arreglista y director de orquesta Andrew Powell, el guitarrista Ian Bairnson, el bajista y vocalista David Paton o el percusionista Stuart Elliott.

## Miembros

### Oficiales
- Alan Parsons – producción, composición, teclados, voces
- Eric Woolfson – composición, teclados, voces

### Colaboradores notables
| - Ian Bairnson – guitarra - Andrew Powell – composición, teclados - The English Chorale - voz - David Paton – bajo, voz - Stuart Elliott – batería, percusión - Stuart Tosh – batería, percusión - Richard Cottle – teclados, saxofón - Laurence Cottle – bajo - Duncan Mackay – teclados - Ian Holmes – teclados - Mel Collins – saxofón - Lenny Zakatek – voz - Chris Rainbow – voz - Geoff Barradale – voz - John Miles – voz | - Colin Blunstone – voz - Jaki Whitren – voz - Peter Straker – voz - Elmer Gantry – voz - Jack Harris – voz - Graham Dye – voz - Steven Dye – voz - Dave Townsend – voz - Gary Brooker – voz - Allan Clarke – voz - David Pack – guitarra, voz - Arthur Brown – voz - Dean Ford – voz - Clare Torry – voz - Lesley Duncan – voz - P. J. Olsson - voz (A partir de 2003) - Danny Thopmson - Batería (A partir de 2010) - Todd Cooper - Saxo/Voces - Tom Brooks - teclados |

## Discografía

### Álbumes de estudio
- Tales of Mystery and Imagination. 20th Century (abril 1976) - EE. UU. #38; RU #56
- I Robot. Arista (junio 1977) - EE. UU. #9; RU #26
- Pyramid. Arista (mayo 1978) - EE. UU. #26; RU #49
- Eve. Arista (agosto 1979) - EE. UU. #13; RU #74
- The Sicilian Defence. RCA (1979; inédito hasta 2014 como parte de la caja "Complete Albums Collection")
- The Turn of a Friendly Card. Arista (octubre de 1980) - EE. UU. #13; RU #38
- Eye in the Sky. Arista (mayo de 1982) - EE. UU. #7; RU #27
- Ammonia Avenue. Arista (febrero de 1984) - EE. UU. #15; RU #24
- Vulture Culture. Arista (febrero de 1985) - EE. UU. #46; RU #40
- Stereotomy. Arista (noviembre de 1985) - EE. UU. #43
- Gaudi. Arista (enero de 1987) - EE. UU. #57; RU #66

### Recopilatorios
- The Best of The Alan Parsons Project. Arista (septiembre de 1983) - EE. UU. #53
- The Best of The Alan Parsons Project Vol. II. Arista (noviembre de 1987)
- The Instrumental Works. Arista (agosto de 1988)
- Pop Classics. EVA (octubre de 1989)
- Anthology. Arista (noviembre de 1991)
- The Ultimate Collection. 2xCD, Ariola (agosto de 1992)
- The Definitive Collection. 2xCD, Arista (julio de 1997)
- Gold Collection. 2xCD, Arista (marzo de 1998)
- Master Hits. Arista (julio de 1999)
- Platinum & Gold Collection. Arista (junio de 2003)
- Ultimate. Arista (marzo de 2004)
- Days Are Numbers. 3xCD, Sony BMG Music Entertainment (2006)
- The Essential Alan Parsons Project. 2xCD, BMG (febrero de 2007)
- Best of Alan Parsons Project. Arista (enero de 2009)

EE.UU.: Billboard 200 Album Chart; RU: UK Albums Chart

### Sencillos
- (The System of) Doctor Tarr and Professor Fether / A Dream Within a Dream. 20th Century (julio 1976) - POP #37
- The Raven / Prelude to the Fall of the House of Usher. 20th Century (octubre 1976) - EE. UU. #80
- To One in Paradise / Cask of Amontillado. 20th Century (marzo 1977) - EE. UU. #108
- I Wouldn't Want to Be Like You / Nucleus. Arista (agosto 1977) - EE. UU. #36
- Don't Let It Show / I Robot. Arista (diciembre 1977) - EE. UU. #92
- I Robot / Some Other Time. Arista (febrero 1978)
- Breakdown / Day After Day. Arista (febrero 1978)
- Pyramania / In the Lap of The Gods. Arista (junio 1978)
- What Goes Up / In the Lap of The Gods. Arista (septiembre 1978) - EE. UU. #87
- Lucifer / I'd Rather Be a Man. Arista (1979)
- Damned If I Do / If I Could Change Your Mind. Arista (septiembre 1979) - EE. UU. #27
- You Won't Be There / Secret Garden. Arista (enero 1980) - EE. UU. #105
- The Turn of a Friendly Card / May Be a Price to Pay. Arista (noviembre 1980)
- Games People Play / The Ace of Swords. Arista (noviembre 1980) - EE. UU. #16
- Time / The Gold Bug. Arista (abril de 1981) - EE. UU. #15
- Snake Eyes / I Don't Wanna Go Home. Arista (octubre de 1981) - EE. UU. #67, ROK #47
- You're Gonna Get Your Fingers Burned. Arista (junio de 1982) - ROK #22
- Eye in the Sky / Gemini. Arista (junio de 1982) - EE. UU. #3, ROK #11
- Psychobabble / Children of the Moon. Arista (noviembre de 1982) - EE. UU. #57, ROK #54
- Old and Wise / Children of the Moon. Arista (diciembre de 1982) - RU #74
- You Don't Believe / Lucifer. Arista (noviembre de 1983) - EE. UU. #54, ROK #12
- Don't Answer Me / Don't Let It Show. Arista (febrero de 1984) - EE. UU. #15, ROK #15; RU #58
- Prime Time / The Gold Bug. Arista (mayo de 1984) - EE. UU. #34, ROK #3
- Let's Talk About Me / Hawkeye. Arista (febrero de 1985) - EE. UU. #56, ROK #10
- Days Are Numbers (The Traveller) / Somebody Out There. Arista (abril de 1985) - EE. UU. #71, ROK #30
- Stereotomy / Urbania. Arista (febrero de 1986) - EE. UU. #82, ROK #5
- Standing on Higher Ground / Paseo de Gracia [Instrumental]. Arista (enero de 1987) - ROK #3

EE.UU.: Billboard Hot 100 Chart, ROK: Billboard Mainstream Rock Tracks; RU: UK Singles Chart

### Discografía como solista de Alan Parsons
- Try Anything Once. Arista (octubre de 1993) - EE. UU. #122
- The Very Best Live (recopilatorio, en directo). RCA (junio de 1995)
- On Air (2xcd). Polygram (septiembre de 1996)
- The Time Machine. Miramar (julio de 1999)
- A Valid Path. Artemis (agosto de 2004)
- The Secret. Frontiers (26 de abril de 2019)

### Discografía como solista de Eric Woolfson
- 1990 Freudiana (The White Album), EMI (octubre de 1990)
- 1991 Freudiana (The Black Album) (En alemán con el reparto del musical estrenado en Viena), EMI (1991)
- 1995 Gaudi: Erlebniswelt Der Phantasie (Musical), WEA (febrero de 1995)
- 1996 Gambler: Das Geheimnis Der Karten (Musical), GAMBLER (septiembre de 1997)
- 1997 Gambler Hazel Music.
- 2003 Poe: More Tales of Mystery and Imagination, Limelight (septiembre de 2003)
- 2007 Dancing Shadows
- 2009 The Alan Parsons Project That Never Was, Limelight (abril de 2009)
- 2009 Edgar Allan POE: A Musical
- 2013 Somewhere in the Audience (Póstumo. Publicado el 18 de marzo de 2013, aniversario del nacimiento de Eric Woolfson)

## Videoclips
- I Robot  (1977)
- Prime Time (1984)
- Don't Answer Me (1984)
- Eye in the Sky (1984)
- Let's Talk About Me (1985)
- Stereotomy (1985)
- Standing In Higher Ground (1987)